# Haworthia kemari
Haworthia kemari är en grästrädsväxtart som beskrevs av M. Hayashi. Haworthia kemari ingår i släktet Haworthia och familjen grästrädsväxter. Inga underarter finns listade i Catalogue of Life.